# Gainesville (Missouri)
Gainesville is een plaats (city) in de Amerikaanse staat Missouri, en valt bestuurlijk gezien onder Ozark County.

## Demografie
Bij de volkstelling in 2000 werd het aantal inwoners vastgesteld op 632.
In 2006 is het aantal inwoners door het United States Census Bureau geschat op 605, een daling van 27 (-4,3%).

## Geografie
Volgens het United States Census Bureau beslaat de plaats een oppervlakte van
6,8 km², geheel bestaande uit land. Gainesville ligt op ongeveer 204 m boven zeeniveau.

## Plaatsen in de nabije omgeving
De onderstaande figuur toont nabijgelegen plaatsen in een straal van 28 km rond Gainesville.